# Диарсенид пентамеди
Диарсенид пентамеди — бинарное неорганическое соединение
меди и мышьяка с формулой Cu5As2,
синие кристаллы,
не растворяется в воде.

## Получение
- В природе встречается минерал коутекит — Cu5As2 с примесями Fe [1].

- Спекание стехиометрических количеств чистых веществ:

{\displaystyle {\mathsf {5Cu+2As\ {\xrightarrow {T}}\ Cu_{5}As_{2}}}}

## Физические свойства
Диарсенид пентамеди образует синие кристаллы
гексагональной сингонии,
параметры ячейки a = 2,306 нм, c = 1,454 нм.
Не растворяется в воде.